# Jüdischer Friedhof (Gunzenhausen)
Der Jüdische Friedhof Gunzenhausen ist eine jüdische Begräbnisstätte in Gunzenhausen, einer Stadt im mittelfränkischen Landkreis Weißenburg-Gunzenhausen.
Auf dem 32,8 Ar großen Friedhof befanden sich ursprünglich 400 bis 500 Grabstätten.

## Geschichte

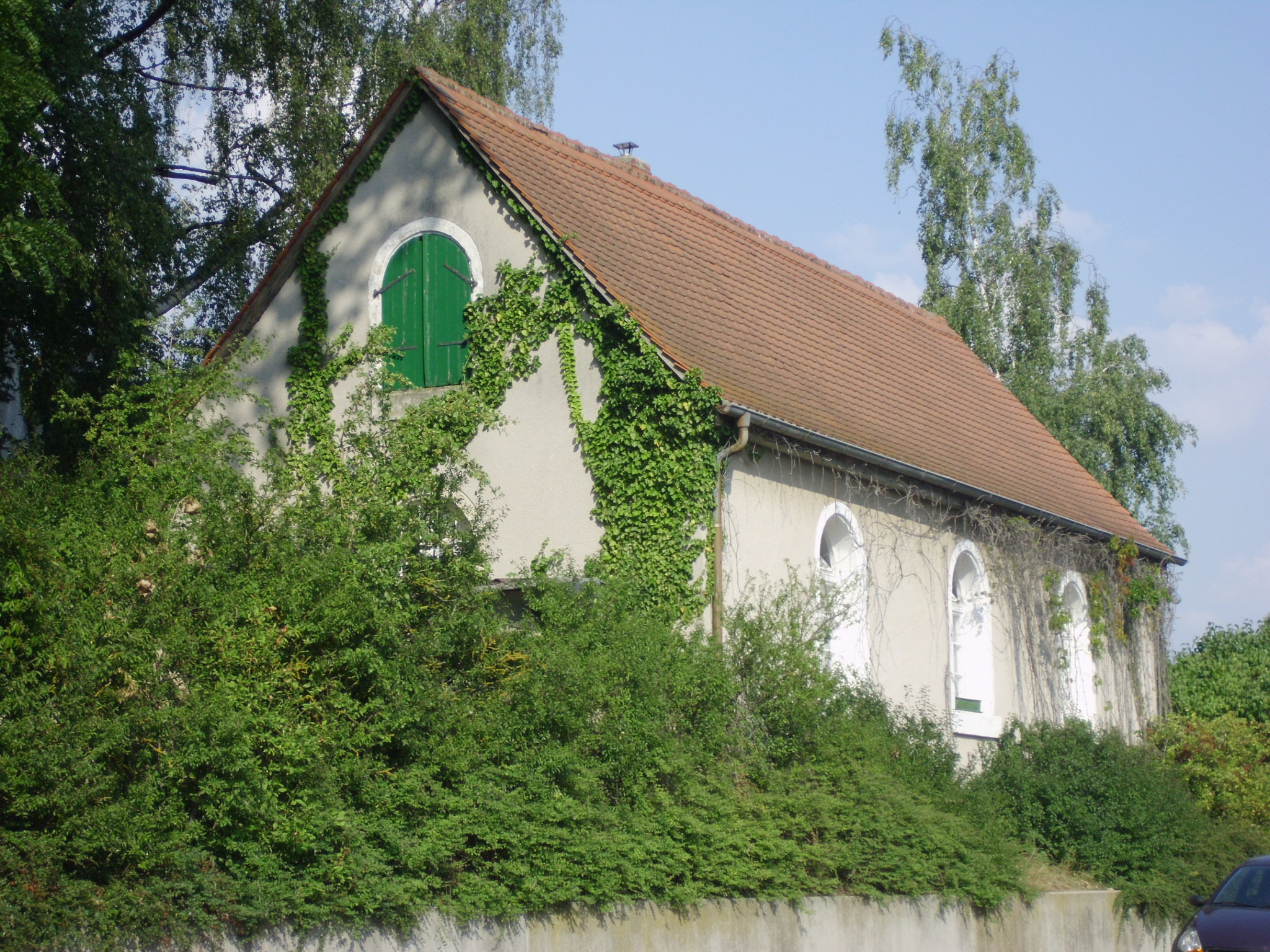
Ehemaliges Taharahaus

Bereits für 1460 ist in Gunzenhausen ein jüdischer Friedhof belegt, der jedoch (vermutlich 1539; nach Vertreibung der Juden) zerstört wurde; seine Lage ist unbekannt.
Bis zur Einweihung des heutigen Gunzenhäuser Friedhofs am 26. August 1875 wurden die verstorbenen Juden des Ortes in Bechhofen bestattet. Die erste Bestattung auf dem Friedhof von Gunzenhausen war die von Hugo Eichbaum am 3. Oktober 1875. Er diente auch als letzte Ruhestätte der verstorbenen Juden aus Altenmuhr, Markt Berolzheim, Cronheim und Heidenheim. Nach dem Ersten Weltkrieg erfuhr der Friedhof eine Erweiterung.
Im Jahr 1929 kam es zu einer Schändung des Friedhofs, als 18 Grabsteine aus dem Boden gerissen und zerschlagen wurden. Unter der NS-Herrschaft wurden Grabsteine für den Straßenbau genutzt, der Friedhof eingeebnet. Von den ursprünglich mehr als 400 Grabsteinen wurden 41 zurückgebracht und an neuen Standorten innerhalb des Friedhofs aufgestellt. Nach 1945 wurde das Taharahaus zu einer Wohnanlage umfunktioniert.
Im Jahr 1948 wurde auf dem Friedhofsgelände ein Holocaust-Mahnmal errichtet.